# When Smokey Sings
When Smokey Sings is een nummer van de Britse band ABC. Het nummer is een eerbetoon aan zanger Smokey Robinson. Het nummer is afkomstig van het album Alphabet City uit 1987. Op 25 mei dat jaar werd het nummer op single uitgebracht.

## Achtergrond
When Smokey Sings was de tweede single van ABC die in de VS de top tien van de Billboard Hot 100 haalde. In Canada werd de 2e positie bereikt. In thuisland het Verenigd Koninkrijk werd de 11e positie bereikt in de UK Singles Chart. In Ierland werd eveneens de 11e positie behaald, in Canada de 2e, Australië de 25e, Nieuw-Zeeland de 9e, Zuid-Afrika de 20e en Duitsland de 52e positie.
In Nederland was de plaat op maandag 25 mei 1987 de 377e AVRO's Radio en TV-Tip op Radio 3 en werd een radiohit in de destijds twee hitlijsten op de nationale publieke popzender. De plaat bereikte de 13e positie in de Nationale Hitparade Top 100 en de 11e positie in de Nederlandse Top 40. In de Europese hitlijst op Radio 3, de TROS Europarade, werd geen notering behaald.
In België bereikte de plaat de 12e positie in de voorloper van de Vlaamse Ultratop 50 en de 14e positie in de Vlaamse Radio 2 Top 30. In Wallonië werd géén notering behaald.
Ter promotie deed ABC in juni 1987 diverse televisie optredens binnen en buiten het Verenigd Koninkrijk; onder andere in Nederland in dezelfde uitzending van AVRO's Toppop als Smokey Robinson die zijn single Just To See Her kwam promoten. Ook trad de band op in Countdown van Veronica en Popformule van de TROS.

## Hitlijsten
| Hitlijst (1987)                      | Hoogste positie |
| ------------------------------------ | --------------- |
| Verenigd Koninkrijk                  | 11              |
| Billboard Hot 100 (Verenigde Staten) | 5               |
| Nederlandse Top 40                   | 11              |
| Nationale Hitparade Top 100          | 13              |
| Vlaamse Ultratop 50                  | 12              |
| Vlaamse Radio 2 Top 30               | 14              |